# Michael Kingma
Michael Kingma, född 9 augusti 1979, är en australisk basketspelare som bland annat har spelat basket i Sundsvall Dragons och Borås Basket. Förutom sin basketkarriär är han även känd för en liten roll som wookie i filmen Star Wars: Episod III - Mörkrets hämnd.